# Kostówki
Kostówki – część wsi Jaworznia w Polsce położona w województwie świętokrzyskim, w powiecie kieleckim, w gminie Piekoszów. 
W latach 1975–1998 Kostówki administracyjnie należały do województwa kieleckiego.